# 髙橋季承
髙橋 季承（たかはし としあき、1961年〈昭和36年〉8月20日 - ）は、日本の北海道開発・国土交通技官。

## 経歴
北海道出身。1987年（昭和62年）3月、北海道大学大学院工学研究院を修了し、同年4月、北海道開発庁へ入庁。
入庁後、外務省在エディンバラ日本国総領事館領事、北海道開発局帯広開発建設部治水課長、同石狩川開発建設部計画課長、同建設部河川計画課河川調整推進官（命）同建設部河川計画課千歳川流域治水対策推進室長、北海道局水政課企画官、北海道開発局釧路開発建設部次長、東北地方整備局湯沢河川国道事務所長、北海道局企画調整官、北海道開発局建設部河川計画課長、北海道局水政課長、北海道局参事官、北海道開発局事業振興部長、国土交通省大臣官房審議官（北海道局担当）などを歴任。
2021年（令和3年）7月1日、国土交通省北海道局長に就任。2022年（令和4年）6月28日、退職。